# Emily Ayckbowm
Emily Ayckbowm (geboren 1836 in Heidelberg; gestorben 1900) war die Gründerin und die erste Oberin der 1870 gegründeten anglikanischen Ordensgemeinschaft Community of the Sisters of the Church. 

## Leben
Sie war die Tochter von Rev. Frederick Ayckbowm, dem Leiter der Holy Trinity Church in Chester. Dieser war deutscher Abstammung. Als die Eltern Heidelberg besuchten, wurde Emily dort geboren.
Sie trat erstmals ins Licht der Öffentlichkeit, als sie zusammen mit anderen bei der Cholera-Epidemie in Chester freiwillig Hilfe leistete. 1864 gründete sie die Church Extension Association, die vor allem karitativ tätig war, 1870 die Community of the Sisters of the Church.
Während ihrer Amtszeit als Oberin der Gemeinschaft wurde Kritik an dieser geübt. Erzbischof Edward White Benson versuchte zu intervenieren; jedoch hatte Ayckbowm kein Zutrauen zu seinen Ansichten, ebenso wenig vertraute er ihr. Sie wies die von ihm angebotene Hilfe zurück. Sie entfernte seine Schriften aus der gemeinsamen Lektüre der Gemeinschaft. Das Ansehen der Gemeinschaft innerhalb der anglikanischen Kirche soll darunter gelitten haben.